# Maine de Biran

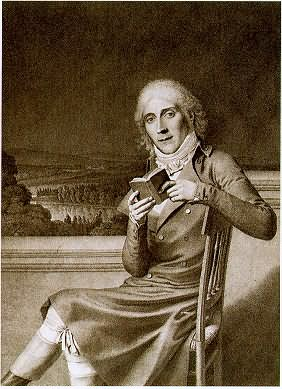
Maine de Biran

Marie-François-Pierre Gonthier de Biran, mai bine cunoscut ca Maine de Biran (n. 29 noiembrie 1766, Bergerac – d, 1824, Paris), a fost un filozof și psiholog francez, adept al spiritualismului.